# Дюбуа, Луи Никола
Луи Никола Дюбуа (фр. Louis Nicolas Dubois; 20 января 1758, Лилль — 25 декабря 1847, Париж) — французский государственный деятель, граф империи,  префект (начальник) полиции Парижа в эпоху Наполеона I (1800—1810).

## Биография
Луи Никола Дюбуа получил юридическое образование в Париже эпохи Старого порядка, и стал  сперва адвокатом в Парижском парламенте (судебный орган), а затем прокурором в Шатле (в 1783 году). После Французской революции он был комиссаром Директории в X-м округе Парижа, а затем назначен судьей гражданского суда департамента Сены 1-го года IV (22 ноября 1795 года).
После 18 брюмера Дюбуа вошел, благодаря своим связям, в Центральное управление полиции Парижа, и уже вскоре был поставлен во главе парижской полиции, став её первым префектом (8 марта 1800 года).
Будучи префектом, Дюбуа приказал перенести городской морг, расположенный в Гран-Шатле, и модернизировал его, чтобы способствовать идентификации трупов. В 1804 году он подписал официальный документ о правилах организации парижских борделей. На период управления Дюбуа парижской полицией пришлось также несколько весьма резонансных событий, таких, как покушение на Наполеона Бонапарта на улице Сен-Никез (взрыв так называемой «адской машины»).
Весьма амбициозный человек, Дюбуа не замедлил вступить в конфликт со своим непосредственным начальником, министром полиции Жозефом Фуше. Бонапарт, обрадованный конфликтом между двумя руководителями полиции, всячески поддерживал это соперничество, исходя из знаменитого правила «разделяй и властвуй». Чтобы укрепить положение Дюбуа, Наполеон возвёл его в графы Империи и пожаловал орденом Почётного легиона в степени командора. Однако, после отставки Жозефа Фуше в июне 1810 года, Наполеон больше не был заинтересован и в Дюбуа. Отсутствие префекта полиции на месте во время пожара на балу в австрийском посольстве, в котором погибло или пострадало несколько высокопоставленных аристократов, стало причиной отставки Дюбуа. Новым префектом полиции Парижа стал Этьенн Дени Паскье.
С 1819 по 1821 год Дюбуа был мэром города Витри.
После 1821 года Дюбуа удалился от дел и прожил остаток дней, наслаждаясь своим огромным состоянием, нажитым на должности префекта полиции Парижа порой весьма сомнительным путём.